# Polje pri Tržišču
Polje pri Tržišču este o localitate din comuna Sevnica, Slovenia, cu o populație de 99 de locuitori.